# Улица Зарянова
Улица Зарянова — улица на севере Москвы в районе Восточное Дегунино и Бескудниковском районе Северного административного округа между Керамическим проездом и Бескудниковским бульваром.

## Происхождение названия
Проектируемый проезд № 5280 получил название улица Зарянова в октябре 2015 года. Улица названа в память полковника, участника Великой Отечественной войны,  отличившегося в битве за Днепр, Героя Советского Союза Николая Николаевича Зарянова (1920—1985)

## Описание
Улица начинается от Керамического проезда, проходит на запад, пересекает Дубнинскую улицу и выходит на Бескудниковский бульвар. Связывает Восточное Дегунино с Бескудниковским районом.

## Общественный транспорт
Станция Бескудниково — в 780 метрах от пересечения с Керамическим проездом.
Станция метро  Селигерская — в 750 метрах от пересечения с Бескудниковским бульваром. Станция метро  Яхромская — в 1 километре от пересечения с Бескудниковским бульваром.
Автобусы
- № 170 — станция Бескудниково —  Верхние Лихоборы
- № 499 — Бусиново —  Лианозово